# Lago Verde (Cile)
Lago Verde è un comune del Cile della provincia di Coyhaique nella regione di Aysén. Al censimento del 2002 possedeva una popolazione di 1.062 abitanti.

## Società

### Evoluzione demografica
| Censimento del 1992 | Censimento del 2002 |
| 1.168 ab.           | 1.062 ab.           |